# 喀麦隆国际关系学院
喀麦隆国际关系学院（法語：Institut des relations internationales du Cameroun）是喀麦隆一所公立大学，隶属于雅温得第二大学。

## 概况
学校成立于1971年，隶属于雅温得第二大学，是喀麦隆的公立大学，致力于为喀麦隆培养外交官与国际关系领域的研究人员。拥有专业硕士教育、外交官进修教育、博士生培养等三种主要教学模式。浙江师范大学合作设立的雅温得二大孔子学院设在该校。